# Hrabě Ory
Hrabě Ory (ve francouzském originále Le comte Ory) je komická opera, kterou složil Gioacchino Rossini v roce 1828. Část hudby pochází z jeho opery Cesta do Remeše napsané o tři roky dříve pro korunovaci francouzského krále Karla X. Francouzské libreto napsali Eugène Scribe a Charles-Gaspard Delestre-Poirson; upravili pro Rossiniho vaudeville, který poprvé napsali v roce 1817.
Dílo je údajně komická opera podle toho, že příběh je humorný, dokonce fraškovitý. Nicméně bylo určeno pro pařížský dům Opéra spíše než pro Théâtre de l'Opéra-Comique a existuje strukturální nesoulad s moderním žánrem opéra comique: zatímco druhý se skládá z relativně krátkých lyrických čísel a mluvených dialogů, Hrabě Ory se skládá z „vysoce rozvinuté, dokonce masivní hudební formy spojené doprovodnými recitativy.“ Ačkoli tato opera obsahuje některé z Rossiniho nejbarevnějších orchestrálních prací, kuriózní a krátká předehra je podivně omezená a nenápadná a končí šepotem houslí v pizzicatu.

## Z inscenační historie v Čechách
Poprvé byla tato opera uvedena u nás až v roce 1956 v Opavě. V roce 2017 ji pak inscenovalo Národní divadlo Brno a uvedlo ji pak i v září téhož roku v Praze na festivalu Opera 2017.

## Postavy
| Role                                    | Typ hlasu                      | premiérové obsazení 20. srpna 1828 (dirigent: François Habeneck) |
| --------------------------------------- | ------------------------------ | ---------------------------------------------------------------- |
| Hrabě Ory                               | tenor                          | Adolphe Nourrit                                                  |
| Tutor                                   | bas                            | Nicolas Levasseur                                                |
| Isolier                                 | mezzo-soprán (kalhotková role) | Constance Jawureck                                               |
| Raimbaud                                | baryton                        | Henri-Bernard Dabadie                                            |
| Komtesa Adèle                           | kolaturní soprán               | Laure Cinti-Damoreau                                             |
| Ragonde                                 | mezzo-soprán                   | Augusta Mori                                                     |
| Alice                                   | soprán                         |                                                                  |
| 1. rytíř                                | tenor                          | Alexis Dupont                                                    |
| 2. rytíř                                | tenor                          | Jean-Étienne-Auguste Massol                                      |
| 3. rytíř                                | baryton                        | Henri-Bernard Dabadie mladší                                     |
| 4. rytíř                                | baryton                        | Ferdinand Prévôt                                                 |
| Sbor Oryho mužů, dámy, křižáci, rolníci |                                |                                                                  |

## Děj opery

### 1. dějství
Mladý pán Ory, velký svůdník, má zálusk na své další milostné dobrodružství. Tentokrát se má jednat o půvabnou Adélu, která přijela jako každé léto se svými přítelkyněmi do hotýlku Foumoutiers. Děvčata jsou zde sami, protože jejich manželé a bratři vyrazili na ragbyový zápas. Zařekli se proto, že do jejich domu nevstoupí žádný cizí muž. Ory se ale přestrojí za kazatele a ve vesnici začne radit místním obyvatelkám, jak na šťastný partnerský život.
Na Oryho stopě je jeho vychovatel, kterému pomáhá  mladík Isolier, který tajně Adélu miluje. Když se dozví, že se Adélka hodlá vypravit za kazatelem, chce ho přesvědčit, aby Adéle poradil, že si ho má vzít. Vůbec přitom netuší, že oném kazatelem je převlečený Ory, ten však sám Isoliera pozná. Dostane tak nápad, jak se tajně dostat do hotýlku za Adélou. Když se tu pak Adéla objeví, převlečený Ory ji varuje před Isolierem jako pomocníkem zákeřného Oryho.

### 2. dějství
Poklidný večer v hotýlku, který tráví Adéla se svými přítelkyněmi četbou, přeruší silná bouře. O útočiště ve Foumoutiers žádá skupina jeptišek, neboť jedna z nich, sestra Colletta, prchá údajně před chtíčem Oryho. Ve skutečnosti jde však o opět převlečeného Oryho.
V noci přichází do Foumoutiers Isolier, který mladým ženám přináší zprávu, že oněmi jeptiškami je ve skutečnosti Ory a jeho kumpáni. Když pak do setmělé místnosti dorazí Collette/Ory, aby poděkovala Adéle za pohostinnost, začne se chovat velmi důvěrně a vyznávat ji lásku. Protože si však ještě předtím  Adéla vyměnila místo s Isolierem, doráží Ory místo půvabné Adély na Isoliera. Celé to milostné vyznání tak skončí velmi trapně a Orymu nakonec nezbývá nic jiného, než s hanbou utéct podzemní chodbou. Domů se vrací všichni muži a Adéla má teď oči jen pro Isoliera.